# Mistrz Teodoryk

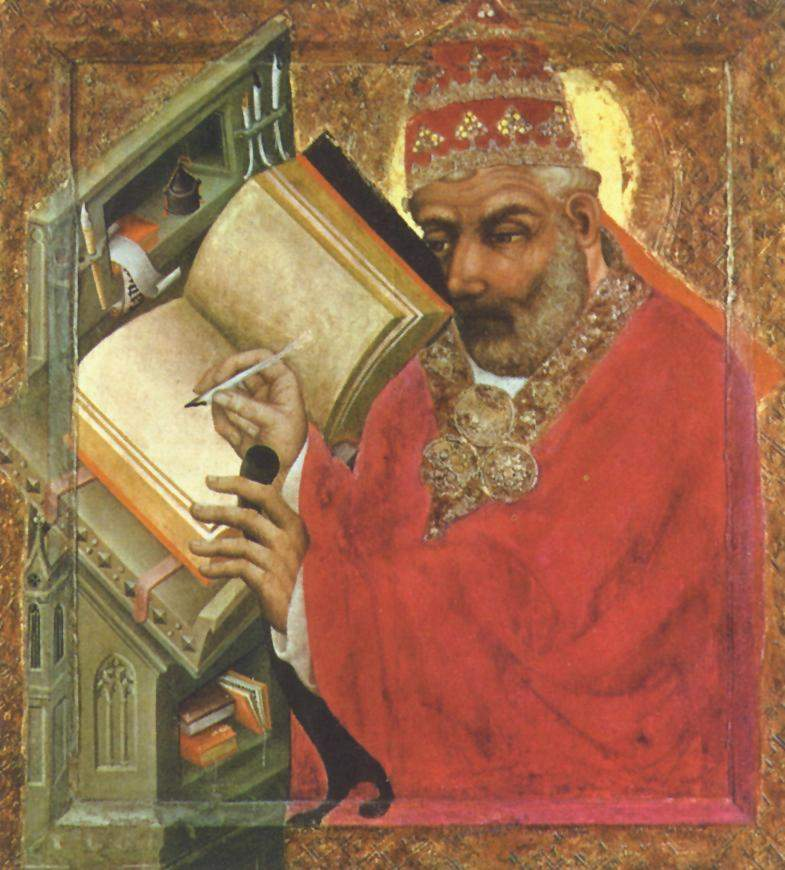
Święty Grzegorz

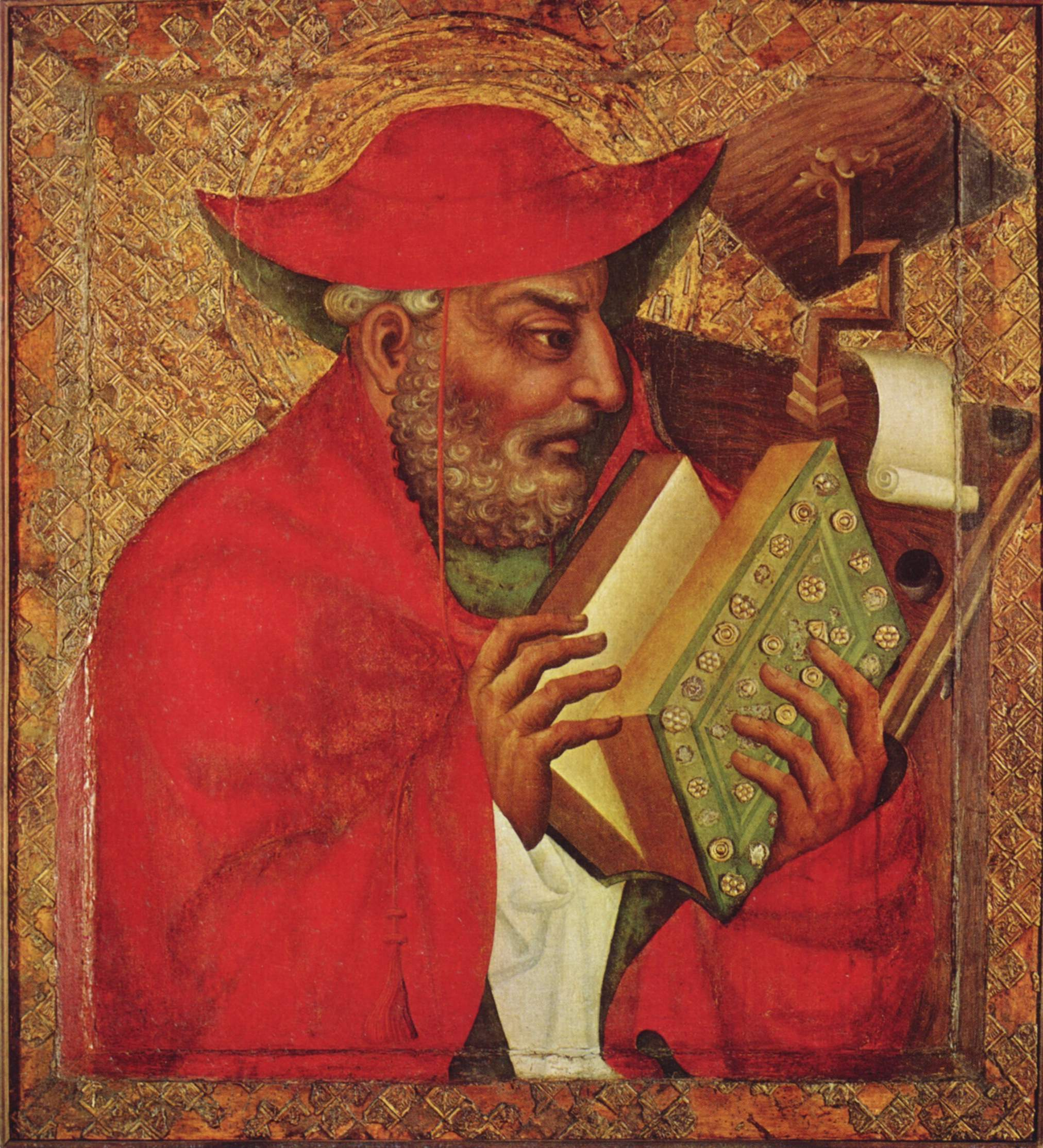
Święty Hieronim - obraz z kaplicy Św. Krzyża w zamku w Karlstejnie

Mistrz Teodoryk (XIV wiek) – malarz czeski, przedstawiciel gotyckiego malarstwa tablicowego. Związany z Pragą i dworem Karola IV Luksemburskiego, króla Czech i cesarza Rzeszy. 

## Sylwetka artysty
O artyście wiemy stosunkowo niewiele. Nie jest wyjaśnione jego pochodzenie, choć sądzi się, że pochodził ze Słowacji. Około 1365 malarz znany jako Magister Theodoricus jest wymieniany na pierwszym miejscu, założonego dwa lata wcześniej, praskiego cechu malarzy. Twórcy skupieni wokół tego cechu malowali wedle schematów znanego im malarstwa austriackiego, włoskiego i francuskiego. Teodoryk wyłamał się z tych konwencji, szukając własnego języka formy i stylu. Doceniony został przez Karola IV, od 1359 do końca życia władcy (1367) był jego nadwornym malarzem. Wykonywał dzieła dla zamku na Hradczanach, jak i dla rezydencji Karola IV oraz miejsca przechowywania insygniów koronacyjnych Świętego Cesarstwa Rzymskiego w Karlštejnie.

## Dzieła
- Cykl obrazów w kaplicy Św. Krzyża w zamku w Karlštejnie. Powstał on między 1357 a 1365 rokiem. Stanowi go 129 (początkowo 130) obrazów przedstawiających m.in. Grupę Ukrzyżowania, Vir Dolorum, popiersia świętych (ewangeliści, apostołowie, doktorzy Kościoła, męczennicy i dziewice), proroków oraz władców. Krzepko wyglądające postacie cechuje miękki modelunek, silnie indywidualne rysy twarzy oraz elegancja strojów, nadająca im dworski charakter.
- Apostoł Juda Tadeusz - 1357-1365, 114,80 x 92,50 cm, National Heritage Institute;